# Michael Neary
Michael Neary (Castlebar, County Mayo, 15 de abril de 1946) é um ministro irlandês e arcebispo católico romano emérito de Tuam.
Depois de frequentar a St Patrick's National School, Castlebar e St Jarlath's College, Tuam, Neary estudou teologia no St Patrick's College, em Maynooth. Neary foi ordenado sacerdote da Arquidiocese de Tuam em 15 de junho de 1971. Em 1975 tornou-se doutor em teologia. De 1978 a 1981 Neary estudou em Roma. Em 20 de maio de 1992, Neary foi nomeado Bispo Titular de Quaestoriana e Bispo Auxiliar da Arquidiocese de Tuam. A consagração episcopal doou a ele em 13 de setembro do mesmo ano, o Arcebispo de Tuam Joseph Cassidy; Co-consagradores foram o Núncio Apostólico na Irlanda, Arcebispo Emanuele Gerada, e Joseph Cunnane, ex-Arcebispo de Tuam.
Em 17 de janeiro de 1995, Michael Neary tornou-se arcebispo de Tuam. Em 10 de novembro de 2021, o Papa Francisco aceitou a renúncia de Michael Neary por motivos de idade.